# Tadeusz Dąbrowski (oficer)
Tadeusz Dąbrowski, ps. „Marynarz” (ur. 4 kwietnia 1894 w Wiśniowczyku, zm. 23 maja 1915 w Przepiórowie) – podporucznik Legionów Polskich, działacz niepodległościowy, kawaler Orderu Virtuti Militari.

## Życiorys
Urodził się 4 kwietnia 1894 w Wiśniowczyku, w ówczesnym powiecie podhajeckim Królestwa Galicji i Lodomerii, w rodzinie Jana, zarządcy lasów i majątków rolnych, i Heleny z Zaszkiewiczów. Po ukończeniu szkoły powszechnej i dwóch klas gimnazjum w Przemyślu, przeniósł się z rodzicami do Lwowa, gdzie kontynuował naukę w c. k. IV Gimnazjum. W 1912 zakończył naukę w klasie VIIId i zdał egzamin maturalny. Następnie studiował na Wydziale Prawa Uniwersytetu Franciszkańskiego we Lwowie. Od 1905 był członkiem „Sokoła”, a od września 1910 Związku Strzeleckiego. Po wybuchu wojny wstąpił do oddziałów organizowanych przez Piłsudskiego.
1 stycznia 1915 roku został mianowany podporucznikiem piechoty, wkrótce został dowódcą plutonu w 3 kompanii II baonu 5 pułku piechoty I Brygady Legionów Polskich.
23 maja 1915 roku w końcowej fazie bitwy pod Konarami, podporucznik Dąbrowski prowadząc pluton w natarciu na linie wroga, został trafiony w głowę i zmarł na miejscu.
Obecnie jego szczątki znajdują się na cmentarzu wojennym w Górach Pęchowskich.
25 kwietnia 1937 Jan Dąbrowski, ojciec Tadeusza, w wypełnionym własnoręcznie kwestionariuszu kawalera Orderu Virtuti Militarii podał, że: „poległy śp. Tadeusz jest potomkiem w prostej linii po generale Janie Henryku Dąbrowskim, urodzonym w r. 1755 w Pierzchowie koło Bochni, którego następcy, śp. Jan z synem swoim Tadeuszem walczyli w powstaniu 1830/1, następnie syn Tadeusza, śp. Ignacy walczył w r. 1863 itd.”

## Ordery i odznaczenia
- Krzyż Srebrny Orderu Wojskowego Virtuti Militari nr 6465[9][2] – pośmiertnie, 17 maja 1922[10][11]
- Krzyż Niepodległości – pośmiertnie 4 listopada 1933 „za pracę w dziele odzyskania niepodległości”[12]